# Elbenia digitata
Elbenia digitata är en insektsart som beskrevs av Heinrich Hugo Karny 1926. Elbenia digitata ingår i släktet Elbenia och familjen vårtbitare. Inga underarter finns listade i Catalogue of Life.